# Simone Daprà
Simone Daprà (19 giugno 1997) è un fondista italiano.

## Biografia
Originario di Panchià e attivo dal dicembre del 2013, ha esordito ai Campionati mondiali a Seefeld in Tirol 2019, classificandosi 35º nello skiathlon, e in Coppa del Mondo il 25 gennaio 2020 a Oberstdorf nella medesima specialità (34º); ai Mondiali di Oberstdorf 2021 si è piazzato 33º nello skiathlon. Il 5 febbraio 2023 ha conquistato la prima vittoria in Coppa del Mondo, nonché primo podio, nella staffetta disputata a Dobbiaco; ai successivi Mondiali di Planica 2023 si è piazzato 34º nella 15 km e 31º nello skiathlon e a quelli di Trondheim 2025 è stato 29º nella 50 km, 21º nello skiathlon e 6º nella staffetta. Non ha preso parte a rassegne olimpiche.

## Palmarès

### Coppa del Mondo
- Miglior piazzamento in classifica generale: 45º nel 2024
- 2 podi (a squadre):
  - 1 vittoria
  - 1 secondo posto

#### Coppa del Mondo - vittorie
| Data            | Località | Nazione | Spec.                                                                      |
| --------------- | -------- | ------- | -------------------------------------------------------------------------- |
| 5 febbraio 2023 | Dobbiaco | Italia  | 4x7,5 km (con Dietmar Nöckler, Francesco De Fabiani e Federico Pellegrino) |